# Trave rep
La Trave REP® (da Rapida - Economica - Pratica), è una trave metallica prefabbricata autoportante, che viene completata in opera con un getto di calcestruzzo dando luogo ad una struttura mista acciaio - calcestruzzo, avente caratteristiche variabili di caso in caso in quanto dipendenti dalla sezione teorica adottata.

Normalmente in un impalcato viene utilizzata preferibilmente a spessore di solaio.

## Origini
La prima trave REP® è stata brevettata nei primi anni del dopoguerra dall'ingegner Salvatore Leone, docente all'Università di Napoli

## Caratteristiche
La trave REP® è un traliccio spaziale in acciaio costituito da:
- corrente inferiore costituito da largo piatto che in adeguata combinazione a tondini saldati costituisce l'armatura attiva ed il cassero;
- corrente superiore in tondini o quadri di opportuno diametro;
- un'anima di collegamento realizzata con tondi o quadri inclinati, saldati sia al corrente superiore che a quello inferiore;
- dispositivi d'appoggio terminali in tondini di acciaio saldati al piatto inferiore che permette il razionale collegamento con le strutture verticali portanti (pilastri in acciaio o calcestruzzo armato, murature anche preesistenti) creando un nodo senza soluzione di continuità, sia in direzione verticale sia orizzontale.

## Posa in opera
La trave REP® consente un'agevole e rapida posa in opera secondo le seguenti operazioni:
- livellamento dei piani di appoggio;
- posa della trave REP® senza alcuna puntellazione;
- posa in opera degli elementi costituenti il solaio portato dalla trave REP®;
- collocamento nei nodi di estremità della armature integrative in tondini d'acciaio per l'assorbimento dei momenti negativi;
- esecuzione del getto di completamento dell'orizzontamento.

Un buon collegamento in corrispondenza degli appoggi consente di realizzare la continuità strutturale dei nodi stessi garantendo il comportamento a telaio anche per esigenze sismiche.

L'intradosso della trave REP®, prima dell'intonacatura deve essere rinzaffato con malta di cemento, mentre nel caso d'impiego in vista l'intradosso della trave deve essere soggetto ad un idoneo ciclo di pitturazione antiruggine.